# August Kusiński
August Kusiński pseud. Dunaj, Czarny, Witek, Śliwiński (ur. 7 lipca 1903 w Dąbrowie Górniczej, zm. 27 stycznia 1962) – działacz komunistyczny, funkcjonariusz Centralnego Wydziału Wojskowego KPP, żołnierz 2 Korpusu Polskich Sił Zbrojnych, funkcjonariusz ORMO.

## Życiorys

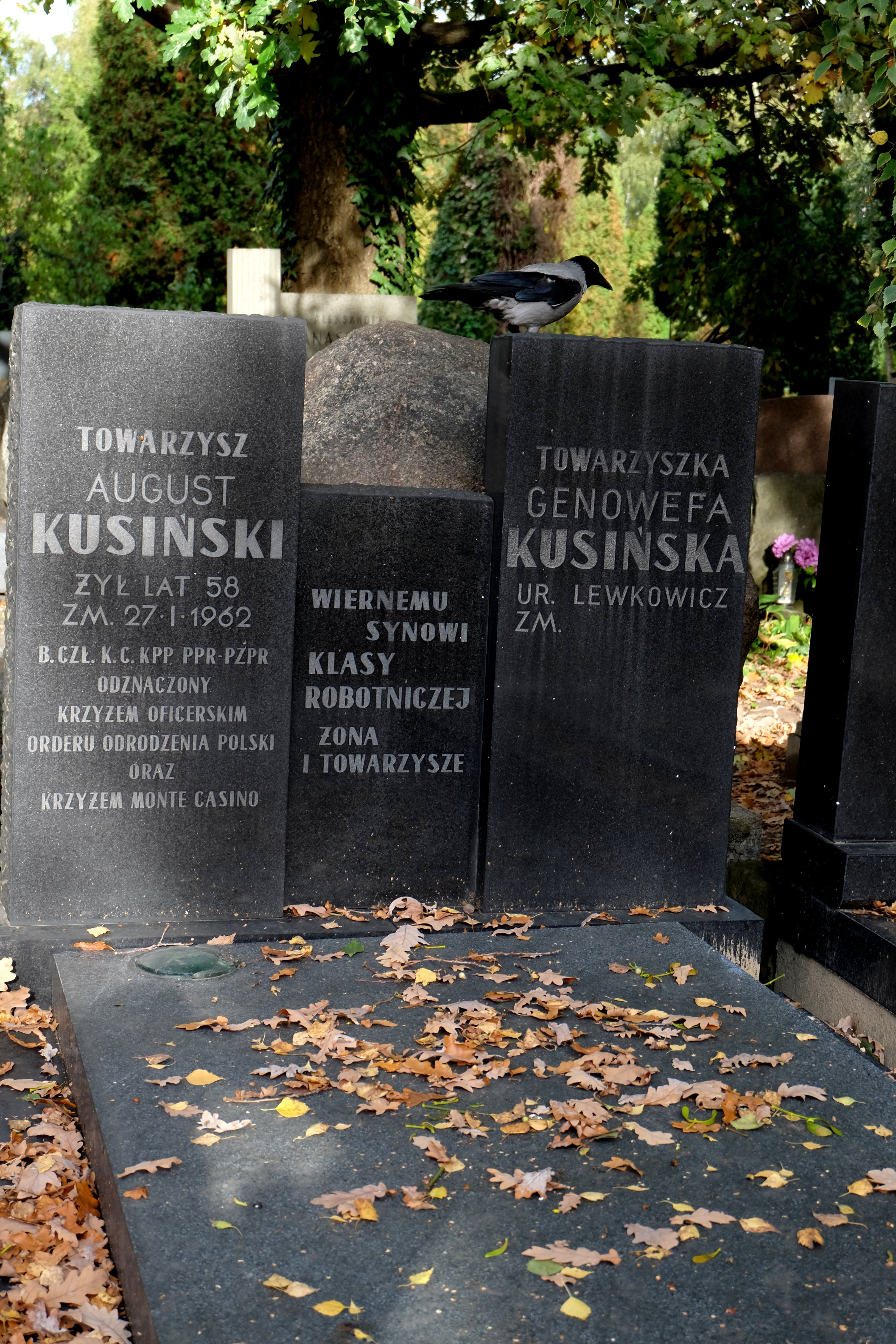
Grób Augusta Kusińskiego na Cmentarzu Wojskowym na Powązkach w Warszawie

Syn Józefa i Marii z Nowaków. Skończył szkołę podstawową, od 1917 pracował w kopalniach. Od 1923 członek Związku Młodzieży Komunistycznej (ZMK/KZMP), a od 1924 KPP. W 1924 służył w marynarce wojennej, w której prowadził agitację komunistyczną.
W latach 1927–1928 przebywał w Moskwie na kursie partyjnym. Po powrocie kierował agitacją komunistyczną w wojsku w Lublinie i Krakowie jako funkcjonariusz Centralnego Wydziału Wojskowego KPP. Od 1930 działał w Robotniczej Spółdzielni Spożywców Zagłębia Dąbrowskiego. Członek Komitetu Okręgowego (KO) KPP Zagłębia Dąbrowskiego. Kilkakrotnie aresztowany i więziony za działalność komunistyczną, w tym od kwietnia 1936 do czerwca 1937 osadzony w obozie w Berezie Kartuskiej. W listopadzie 1939 udał się do Lwowa w celu nawiązania kontaktu z Kominternem, jednak został aresztowany za nielegalne przekroczenie granicy i zesłany na ciężkie roboty. Po układzie Sikorski-Majski 1941 został wcielony do Armii Polskiej na Wschodzie, do 13 pułku piechoty 5 Wileńskiej Dywizji Piechoty. Przeszedł przez Syrię, Irak, Palestynę i Egipt i brał udział w kampanii włoskiej. Został plutonowym. W 1946 wrócił do kraju i wstąpił do PPR, a następnie PZPR.
W latach 1946–1949 pracował w Wojewódzkiej Komendzie ORMO w Katowicach i uczestniczył w walkach z podziemiem na Górnym Śląsku i w Małopolsce. Od stycznia 1950 pracował w Ministerstwie Żeglugi jako starszy inspektor i naczelnik samodzielnego wydziału. Był odznaczony m.in. Krzyżem Oficerskim Orderu Odrodzenia Polski (1955) i Krzyżem Pamiątkowym Monte Cassino. Jego młodszy brat Józef (1909–1938) również był działaczem KZMP i KPP; zginął pod Saragossą podczas wojny domowej w Hiszpanii. Pochowany na cmentarzu Powązki Wojskowe w Warszawie (kwatera BII28-14-27).